# Площадь Победы (Липецк)

Памятник Победы

Пло́щадь Побе́ды — одна из центральных площадей города Липецка. Расположена в Советском округе на пересечении улиц Терешковой, Советской, Первомайской, Неделина и проспекта Победы.
Прежде называлась Колхо́зной пло́щадью. 5 мая 1965 года её переименовали в честь победы в Великой Отечественной войне (тогда же Колхозная улица стала проспектом Победы).
К концу 1950-х годов был разработан генплан, куда вошла планируемая застройка площади с комплексом Центрального колхозного рынка на 350 мест (его построили в 1988 году по проекту архитектора М. В. Мордуховича).
В 1960 году первым домом на площади становится кинотеатр «Спутник». Он, правда, получает номер 1 по проспекту Победы. В 1960-х — 1970-х годах разрабатывает проект универсама (пл. Победы, 1). В 1978 году сдается в эксплуатацию дом № 8 — институт «Липецкгражданпроект».
В 1980-е годы снова разрабатывалась концепция застройки площади Победы. Планировалось снести кинотеатр «Спутник» и построить на его месте (на углу улицы Неделина и проспекта Победы) доминирующее жилое здание, которое бы просматривалось с улицы Терешковой. Однако эта идея пока полностью не реализована; наоборот, кинотеатр «Спутник» был отремонтирован, а жилье строится за ним.
В 1990-е годы на площади Победы, 3 (угол улиц Первомайской и Неделина), по проекту архитектора И. В. Смирнова построен жилой дом.
В конце 1990-х — начале 2000-х годов у площади под улицей Терешковой сооружен подземный переход к Центральному рынку. Его архитектор — М. В. Мордухович. В нём впервые в Липецке оборудованы пандусы для инвалидов, ныне представляющие собой торговую зону.
До 2005 года (?) через центр площади проходили трамвайные пути. Они шли по улице Терешковой и заворачивали на улицу Неделина (с площади) и Первомайскую улицу (на площадь). Ныне газон в центре площади Победы превращен в цветочную клумбу.
8 мая 2015 года в центре площади был открыт памятник Победы, созданный скульптором И. Мазуром по инициативе ветерана Великой Отечественной войны П. Кащенко. Памятник представляет ансамбль из стелы, к которой ведут 4 ступени. Стела увенчана Орденом Победы.

## Транспорт
трам. 1, 2;авт. 1, 2, 2т, 6, 8, 12, 17, 27, 30, 35, 36, 37, 40, 40а, 300, 308к, 315, 317, 321, 323, 330, 332, 343, 347, 352, 402, ост.: «Пл. Победы», «Центральный рынок», «Бульвар Неделина».